# Alžběta Šarlota Falcká (1652–1722)

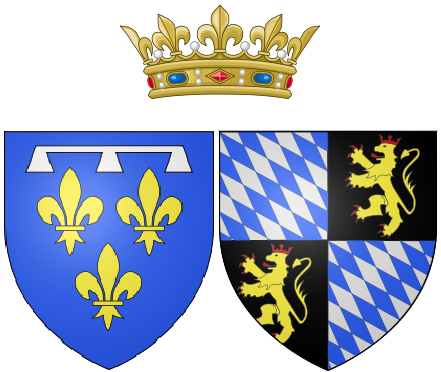
Znak Alžběty Šarloty Falcké

Alžběta Šarlota Falcká (německy Elisabeth Charlotte von der Pfalz), zvaná Liselotte (27. května 1652, Heidelberg – 8. prosince 1722, Saint-Cloud), byla původem falcká princezna, sňatkem orleánská vévodkyně.

## Život

### Původ, mládí
Narodila se jako dcera falckého kurfiřta Karla Ludvíka Falckého a jeho manželky Šarloty Hesensko-Kasselské. Jejími prarodiči byli z otcovy strany Fridrich Falcký („zimní král“) a jeho manželka Alžběta Stuartovna, z matčiny strany pak Vilém V. Hesensko-Kasselský a jeho manželka Amálie Alžběta Hanau-Münzenberg. Manželství jejích rodičů nebylo šťastné. Otec měl poměr s Marií Luisou Degenfeld, dvorní dámou své manželky, Liselottiny matky a nakonec se rok po dceřině narození v roce 1653 rozvedl a se svou milenkou se oženil.
Alžbětě, kterou již v dětství začali nazývat „Liselotte“, zkráceným spojením obou jejích jmen, bylo pět let, když ji poslali k její tetě Žofii Hannoverské, která vychovávala ji i její nevlastní sestry z otcova druhého manželství. Dívka vždy vzpomínala na tuto dobu jako na nejšťastnější období svého života a udržovala stálé úzké kontakty se svými mladšími nevlastními sestrami i přes vzdálenost, jež je později rozdělovala. Roku 1663 se vrátila do Heidelbergu, kde žila se svou macechou a pěti bratry, z nichž nejstarší Karel později zdědil trůn po jejich otci a stal se falckým kurfiřtem.

### Manželství

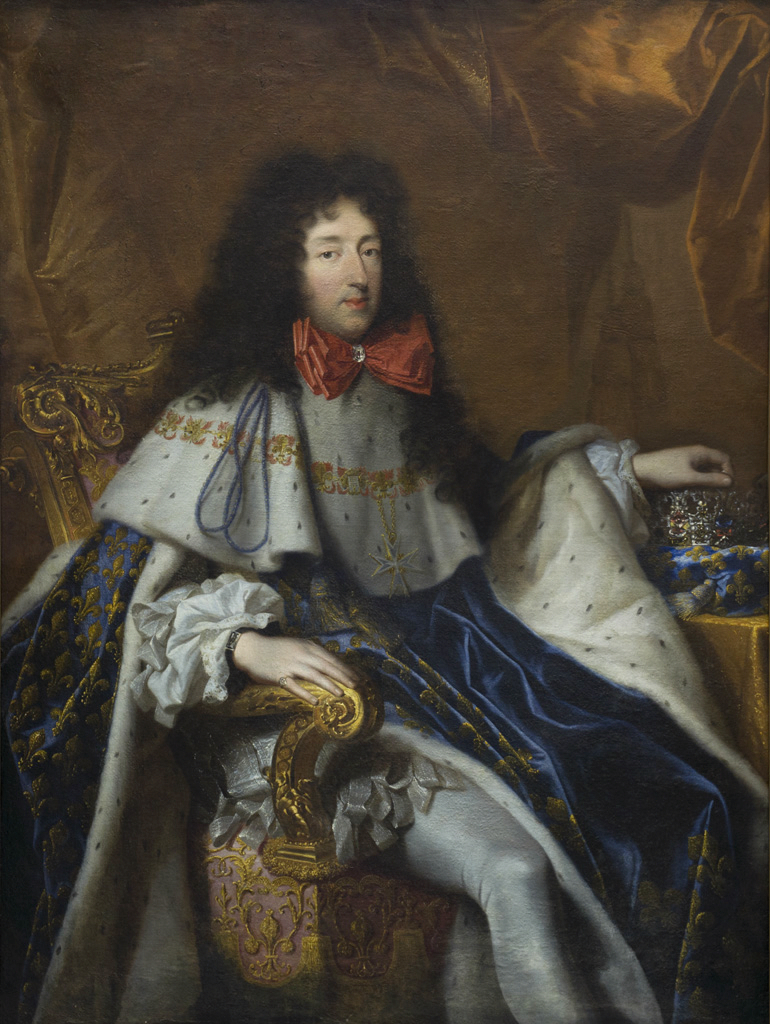
Liselottin manžel Filip I. Orleánský

Liselotte se původně měla provdat za svého bratrance Viléma, pozdějšího britského krále Viléma III. Oranžského, její otec se však postavil na stranu Francie a považoval za výhodnější provdat svou dceru za ovdovělého vévodu orleánského Filipa I., bratra francouzského krále Ludvíka XIV.
16. listopadu roku 1671 se v Metách konala svatba per procura. Sňatek byl podmíněn změnou Liselottiny víry z kalvinismu na katolické vyznání. Byl to již druhý sňatek Filipův, který se svou první manželkou Henriettou Annou Stuartovnou měl čtyři děti (v době sňatku Liselotte a Filipa však žily již jen dvě dcery).
Vzájemný první dojem při jejich prvním setkání byl prašpatný. Filip působil zženštile a afektovaně. Na druhé straně Liselottin vzhled byl dalek soudobému ideálu krásy a Filip, když ji poprvé uviděl, prý se svým afektovaným způsobem zhrozen vyjádřil: „Nedoufají snad, že se s tímhle vyspím?“
Všeobecně známy byly jeho homosexuální sklony, na jeho dvoře dlela řada jeho favoritů. Liselotte však na rozdíl od Filipovy první ženy hleděla na svého muže smířlivějším zrakem a třebaže i mezi nimi docházelo ke sporům, v zásadě bylo jejich manželství překvapivě spokojené; nepanovala sice mezi nimi skutečná láska a vášeň, ale projevovali si vzájemnou úctu a uznání a jejich manželství bylo v rámci daných možností harmonické. Filip a jeho žena byli především přáteli a spojenci.
Filip byl na francouzském dvoře nazýván Monsieur a v důsledku toho byla Liselotta zvána Madame.
Alžběta Šarlota měla své sídlo v Královském paláci ve Versailles, jejím oblíbeným místem však byl půvabný zámek v Saint-Cloud nedaleko Paříže a manželský pár zde měl svou oficiální rezidenci. Liselotte měla k dispozici i komnaty v soukromé králově rezidenci v zámku v Marly-le-Roi; jako vdova pak přebývala ve Velkém Trianonu, tvořícím součást versailleského komplexu.

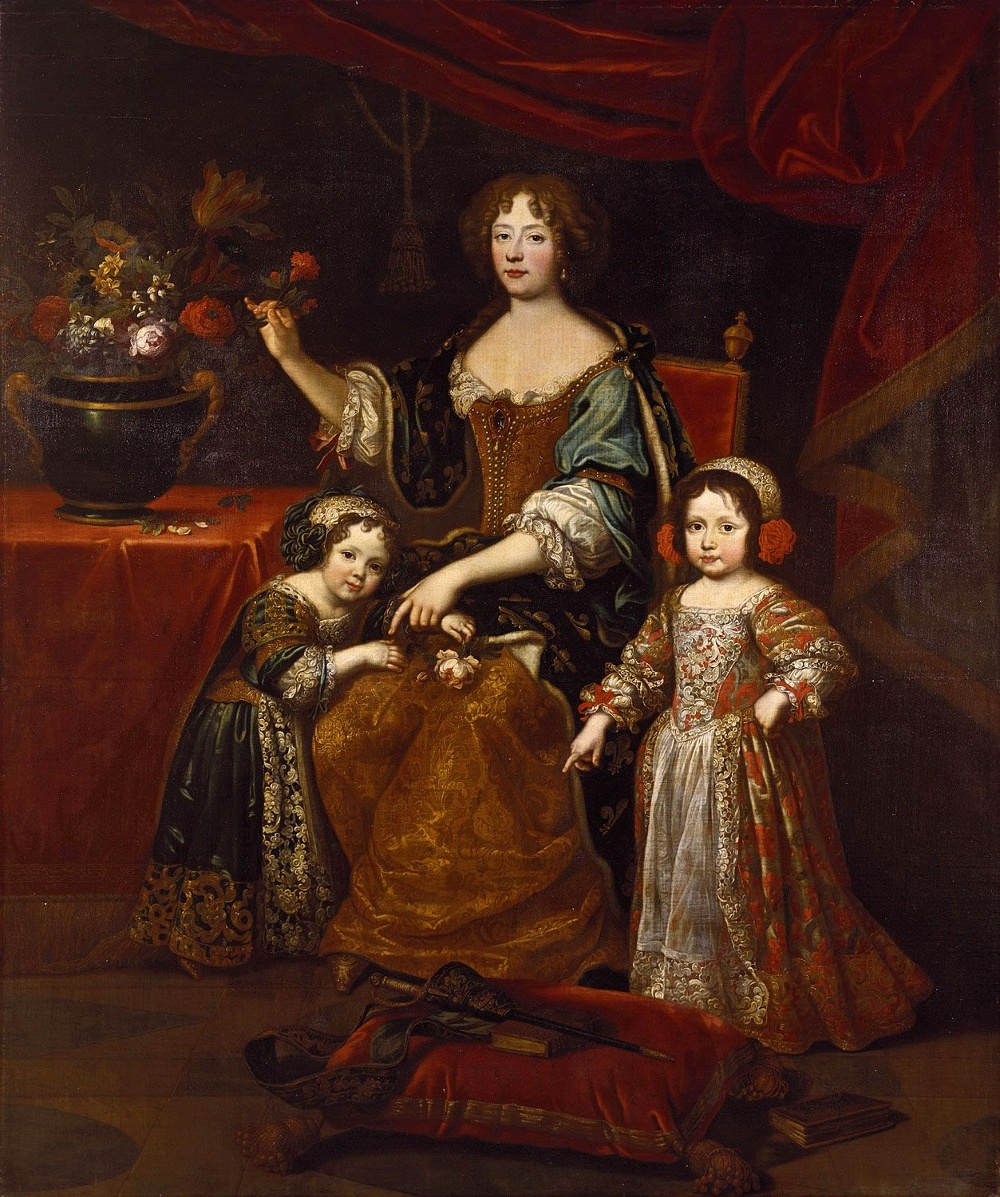
Liselotte se svými dětmi Filipem a Alžbětou Charlotou

### Potomci
Z manželství Alžběty Šarloty a Filipa vzešly tři děti; nejstarší syn však zemřel již v útlém věku:
- 1. Alexander Ludvík (2. 6. 1673 Saint-Cloud – 16. 3. 1676 Paříž), vévoda z Valois[2]
- 2. Filip II. (2. 8. 1674 Saint-Cloud – 2. 12. 1723 Versailles), vévoda orleánský, regent Francie v letech 1715–1723[3]
⚭ 1692 Františka Marie Bourbonská (25. 5. 1677 Maintenon – 1. 2. 1749 Paříž), nemanželská dcera francouzského krále Ludvíka XIV. [4]
- 3. Alžběta Charlotta Orleánská (13. 9. 1676 Saint-Cloud – 23. 12. 1744 Commercy)[5]
⚭ 1698 Leopold Josef Lotrinský (11. 9. 1679 Innsbruck – 27. 3. 1729 Lunéville), lotrinský vévoda od roku 1690 až do své smrti, od roku 1722 taktéž těšínský kníže[6]

Po narození třetího dítěte se dvojice dohodla na ukončení manželských styků.
Spolu se svým manželem se Liselotte stala zakladatelkou domu Orleánských, větve bourbonské dynastie, která se v osobě Ludvíka Filipa, posledního francouzského krále, dostala roku 1830 na francouzský trůn; spolu se stali předky většiny evropských královských domů: španělského, italského, bulharského, rakouského, toskánského, neapolského.

### Život na francouzském dvoře
Liselotte byla jedinou švagrovou krále Francie, a proto bylo nasnadě, že manželský pár trávil většinu roku na královském dvoře, kde měl Filip postavení Syna Francie, což jej vyzdvihlo do nejvyššího postavení po králi, vyjma královny a dětí a vnuků krále. Svou otevřenou povahou si získala důvěru a přátelství svého švagra krále, který ji považoval za jednu ze svých nejbližších přítelkyň. Ludvík XIV. se bavil její upřímností i štiplavými poznámkami. Prohlašoval, že valná část této důvěry musí pramenit z toho, že je Liselotte tak málo půvabná, že je jedinou ženou u dvora, se kterou se nikdy nevyspal, a oba se touto myšlenkou nesmírně bavili.
City Madame velmi zraňovalo to, že la maîtresse-en-titre (oficiální milenka králova) a její děti stavěly na odiv své postavení vyšší než Liselottino; Liselotte byla nesmlouvavá, co se týče legitimity členů královské rodiny, a naléhala na změnu. Lze si proto představit, co pro ni znamenalo, když její syn Filip se kompromitoval s Františkou Marií, nemanželskou dcerou královou ze vztahu s jeho oficiální milenkou madame de Montespan. Když se dověděla, že mladý Filip ustoupil králi a souhlasil se zásnubami, rozběsněná Liselotte ho zfackovala před očima celého dvora a otočila se zády ke králi, když ji pozdravil – jedině ona si mohla dovolit něco podobného ke Králi Slunci. Později v této souvislosti napsala: „Kdyby bylo možné zabránit tomuto manželství prolitím mé krve, prolila bych ji bez váhání, ale věc je již hotova, nemohu dělat nic než snažit se udržet klid.“
Když později Ludvík opustil Madame de Montespan kvůli své další (a poslední) milence Madame de Maintenon, vzala si Liselotte za své ztrpčovat posledně jmenované život. Ve své korespondenci o ní psala jako o „staré čarodějnici“ nebo „staré děvce“. Pouze při jedné příležitosti se jí král postavil a nepřipustil její kritiky, kvůli dopisům, v nichž jej odsuzovala za jeho milenky. Král ji upozornil, aby se otočila čelem k Madame de Maintenon a Liselotte musela pro tentokrát spolknout svou hrdost a mlčet.
Liselottinou vášní se stalo psaní dopisů. Její obrovská korespondence obsahuje vynikající úvahy a postřehy o dvoru Ludvíka XIV.

### Válka o falcké dědictví
Když 26. května roku 1685 zemřel bez potomků Liselottin bratr, kurfiřt Rýnské Falce Karel II. Falcký, měly jeho země přejít pod vládu katolické linie rýnských Wittelsbachů. Francouzský král však vystoupil jménem Liselotty s dědickými nároky na toto území; v důsledku toho vypukl devastující válečný konflikt, Devítiletá válka (1688–1697), kdy se proti Francii Ludvíka XIV. postavila koalice evropských států (Augšpurská liga) s cílem zamezit další francouzské územní expanzi. Titul falckého kurfiřta nakonec přešel do rukou katolické linie Wittelsbachů, reprezentované Filipem Vilémem Falckým, ovšem za cenu zničení do té doby kvetoucí země.

### Manželova smrt
9. června roku 1701 zemřel její manžel v paláci Saint-Cloud na infarkt. Předtím měl v paláci v Marly bouřlivou diskusi o nevhodném chování svého syna, králova zetě. Jeho sňatek a vůbec celý další průběh tohoto manželství bylo setrvalým zdrojem nesouladu mezi bratry, Filip Ludvíkovi tento vynucený sňatek vyčítal a to vše podlomilo jeho zdraví. Když se Ludvík XIV. o bratrově smrti dozvěděl, byl dle svědectví těžce otřesen a hořce plakal. Ještě dlouho po Filipově smrti byl nešťastný a truchlil a údajně se cítil jeho smrtí vinen.
Svatební smlouva Alžběty Šarloty a Filipa stanovila, že se manželka v případě ovdovění uchýlí do kláštera. Vzhledem ke svým nadstandardním vztahům s panovníkem však Liselotta zůstala na jeho dvoře, podrževši všechna dosavadní sídla v královských rezidencích, stejně jako své postavení a hodnosti, jež z něj plynuly. Po svém manželovi zdědila roční příjem 40 000 livrů, k nimž král přidal dalších 250 000 ročně pro ni a dalších 200 000 pro jejího syna.

### Po smrti Krále Slunce

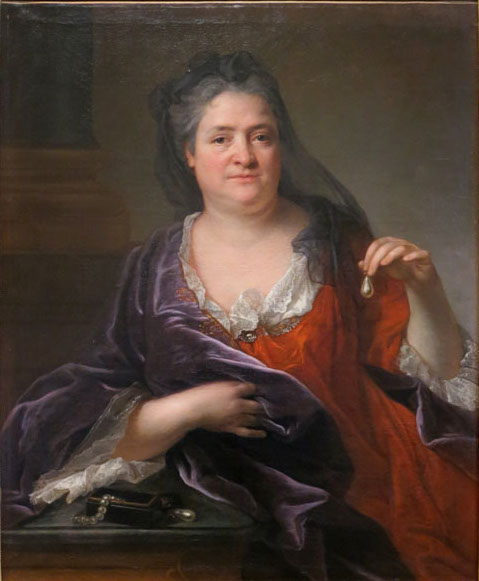
Alžběta Šarlota jako vdova

1. září roku 1715 zemřel ve Versailles ve věku sedmdesáti sedmi let i Ludvík XIV. Dědicem trůnu se – v důsledku řady úmrtí v Ludvíkově rodině – stal jako Ludvík XV. jeho pravnuk, v té době teprve pětiletý.
Ve svém testamentu zesnulý král předal regentství svému nemanželskému legitimizovanému synovi ze vztahu s markýzou de Montespan, vévodovi z Maine, společně s Filipem II. Orleánským, Liselottiným synem. Pařížský parlament však ustanovení panovníkovy poslední vůle zrušil na žádost vévody orleánského, který se posléze stal jediným regentem.
Ve svých pamětech popisuje Alžběta Šarlota novou éru regentství. Nyní, když ji nepřevyšovala žádná žena dvora a cítila se osvobozena od Madame de Maintenon, pokračovala ve svých dennodenních nářcích nad úpadkem dvora, o němž napsala: „Věřím, že historky, jež se budou vyprávět o tomto dvoře poté, co odejdeme, budou lepší a zábavnější než jakýkoli román. A velmi se bojím, že ti, co přijdou po nás, jim nebudou věřit víc než pohádkám o vílách.“
Byli to ovšem především její syn Filip II. Orleánský a jeho nejstarší dcera, Liselottina nejoblíbenější vnučka Marie Luisa Alžběta, jejichž přičiněním se francouzský dvůr stal místem, kde se zabydlela nevázanost, prostopášnost a zhýralost.
Liselotte k této své vnučce Marii Luise Alžbětě, vévodkyni z Berry, chovala velkou náklonnost a byla velmi znepokojená jejím zhoršujícím se zdravotním stavem. V dopise z 2. dubna 1719 píše: „Naše vévodkyně je nemocná, má horečku a bolesti břicha... od okamžiku, kdy mi řekli, že velmi stůně, jsem ustaraná: je tak silná a tlustá a velmi se bojím, že trpí nějakou vážnou nemocí...“. Ve skutečnosti se vévodkyni de Berry blížil termín ukončení tajného těhotenství. Ukryta v malé místnosti paláce, mladá vdova prodělala velmi těžký porod. Liselotte chtěla zabránit skandálu a „nemoc“ své nevázané vnučky vysvětlovala následky její bulimie. Třebaže rodička byla ve stavu mezi životem a smrtí, církev jí odmítla dát poslední pomazání. Nakonec přivedla na svět dceru, po těžkém porodu se však již nezotavila a v červenci téhož roku zemřela. Pitva odhalila, že vévodkyně de Berry pod srdcem nosila další dítě, jež bylo počato měsíc po porodu.

### Smrt
Alžběta Šarlota zemřela 8. prosince roku 1722 ve věku sedmdesáti let v zámku Saint-Cloud. Její ostatky byly pochovány v bazilice Saint-Denis, místě posledního odpočinku francouzských králů.

## Tituly a oslovení
- 27. května 1652 - 16. listopadu 1671: falcká princezna Alžběta Šarlota
- 16. listopadu 1671 - 9. června 1701: Její Královská Výsost vévodkyně orleánská
- 9. června 1701 - 8. prosince 1722: Její Královská Výsost vévodkyně vdova orleánská

## Vývod z předků
|                        |                                     |  |                              |                                    |  |  |  |  |  |  |  | Ludvík VI. Falcký |
|                        |                                     |  |                              |                                    |  |  |  |  |  |  |  |                   |
|                        | Fridrich IV. Falcký                 |  |                              |                                    |  |  |  |  |  |  |  |                   |
|                        |                                     |  |                              |                                    |  |  |  |  |  |  |  |                   |
|                        |                                     |  |                              | Alžběta Hesenská                   |  |  |  |  |  |  |  |                   |
|                        |                                     |  |                              |                                    |  |  |  |  |  |  |  |                   |
|                        | Fridrich Falcký                     |  |                              |                                    |  |  |  |  |  |  |  |                   |
|                        |                                     |  |                              |                                    |  |  |  |  |  |  |  |                   |
|                        |                                     |  |                              | Vilém I. Oranžský                  |  |  |  |  |  |  |  |                   |
|                        |                                     |  |                              |                                    |  |  |  |  |  |  |  |                   |
|                        | Luisa Juliana Oranžská              |  |                              |                                    |  |  |  |  |  |  |  |                   |
|                        |                                     |  |                              |                                    |  |  |  |  |  |  |  |                   |
|                        |                                     |  |                              | Šarlota Bourbonská                 |  |  |  |  |  |  |  |                   |
|                        |                                     |  |                              |                                    |  |  |  |  |  |  |  |                   |
|                        | Karel I. Ludvík Falcký              |  |                              |                                    |  |  |  |  |  |  |  |                   |
|                        |                                     |  |                              |                                    |  |  |  |  |  |  |  |                   |
|                        |                                     |  |                              | Jindřich Stuart, lord Darnley      |  |  |  |  |  |  |  |                   |
|                        |                                     |  |                              |                                    |  |  |  |  |  |  |  |                   |
|                        | Jakub I. Stuart                     |  |                              |                                    |  |  |  |  |  |  |  |                   |
|                        |                                     |  |                              |                                    |  |  |  |  |  |  |  |                   |
|                        |                                     |  |                              | Marie Stuartovna                   |  |  |  |  |  |  |  |                   |
|                        |                                     |  |                              |                                    |  |  |  |  |  |  |  |                   |
|                        | Alžběta Stuartovna                  |  |                              |                                    |  |  |  |  |  |  |  |                   |
|                        |                                     |  |                              |                                    |  |  |  |  |  |  |  |                   |
|                        |                                     |  |                              | Frederik II. Dánský                |  |  |  |  |  |  |  |                   |
|                        |                                     |  |                              |                                    |  |  |  |  |  |  |  |                   |
|                        | Anna Dánská                         |  |                              |                                    |  |  |  |  |  |  |  |                   |
|                        |                                     |  |                              |                                    |  |  |  |  |  |  |  |                   |
|                        |                                     |  |                              | Žofie Meklenburská                 |  |  |  |  |  |  |  |                   |
|                        |                                     |  |                              |                                    |  |  |  |  |  |  |  |                   |
| Alžběta Šarlota Falcká |                                     |  |                              |                                    |  |  |  |  |  |  |  |                   |
|                        |                                     |  |                              |                                    |  |  |  |  |  |  |  |                   |
|                        |                                     |  | Vilém IV. Hesensko-Kasselský |                                    |  |  |  |  |  |  |  |                   |
|                        |                                     |  |                              |                                    |  |  |  |  |  |  |  |                   |
|                        | Mořic Hesensko-Kasselský            |  |                              |                                    |  |  |  |  |  |  |  |                   |
|                        |                                     |  |                              |                                    |  |  |  |  |  |  |  |                   |
|                        |                                     |  |                              | Sabina Württemberská               |  |  |  |  |  |  |  |                   |
|                        |                                     |  |                              |                                    |  |  |  |  |  |  |  |                   |
|                        | Vilém V. Hesensko-Kasselský         |  |                              |                                    |  |  |  |  |  |  |  |                   |
|                        |                                     |  |                              |                                    |  |  |  |  |  |  |  |                   |
|                        |                                     |  |                              | Jan Jiří I. ze Solms-Laubach       |  |  |  |  |  |  |  |                   |
|                        |                                     |  |                              |                                    |  |  |  |  |  |  |  |                   |
|                        | Anežka ze Solms-Laubachu            |  |                              |                                    |  |  |  |  |  |  |  |                   |
|                        |                                     |  |                              |                                    |  |  |  |  |  |  |  |                   |
|                        |                                     |  |                              | Markéta ze Schönburg-Glauchau      |  |  |  |  |  |  |  |                   |
|                        |                                     |  |                              |                                    |  |  |  |  |  |  |  |                   |
|                        | Šarlota Hesensko-Kasselská          |  |                              |                                    |  |  |  |  |  |  |  |                   |
|                        |                                     |  |                              |                                    |  |  |  |  |  |  |  |                   |
|                        |                                     |  |                              | Filip Ludvík I. z Hanau-Münzenberg |  |  |  |  |  |  |  |                   |
|                        |                                     |  |                              |                                    |  |  |  |  |  |  |  |                   |
|                        | Filip Ludvík II. z Hanau-Münzenberg |  |                              |                                    |  |  |  |  |  |  |  |                   |
|                        |                                     |  |                              |                                    |  |  |  |  |  |  |  |                   |
|                        |                                     |  |                              | Magdalena z Waldecku               |  |  |  |  |  |  |  |                   |
|                        |                                     |  |                              |                                    |  |  |  |  |  |  |  |                   |
|                        | Amálie Alžběta z Hanau-Münzenbergu  |  |                              |                                    |  |  |  |  |  |  |  |                   |
|                        |                                     |  |                              |                                    |  |  |  |  |  |  |  |                   |
|                        |                                     |  |                              | Vilém I. Oranžský                  |  |  |  |  |  |  |  |                   |
|                        |                                     |  |                              |                                    |  |  |  |  |  |  |  |                   |
|                        | Kateřina Belgica Nasavská           |  |                              |                                    |  |  |  |  |  |  |  |                   |
|                        |                                     |  |                              |                                    |  |  |  |  |  |  |  |                   |
|                        |                                     |  |                              | Šarlota Bourbonská                 |  |  |  |  |  |  |  |                   |
|                        |                                     |  |                              |                                    |  |  |  |  |  |  |  |                   |